# Molly Sims
Molly Sims (Murray, 25 maggio 1973) è una modella e attrice statunitense.

## Carriera
Molly Sims abbandona gli studi universitari nel 1993 per intraprendere la carriera di modella grazie ad un contratto ottenuto con l'agenzia di moda NEXT Model Management. Dopo essere stata la testimonial per il marchio Old Navy, la Sims ottiene una discreta popolarità che le permette di comparire su Sports Illustrated "Swimsuit Issue" nel 2000, 2001, 2002, 2004 e 2006, e di sfilare per Victoria's Secret ed Emanuel Ungaro.
Dopo aver condotto la trasmissione di MTV House of Style, prendendo il posto di Cindy Crawford, Molly Sims ha poi intrapreso anche la carriera da attrice. La Sims ha infatti interpretato il ruolo di Delinda Deline nella serie televisiva Las vegas ed ha recitato in diversi film come Starsky & Hutch, Gli scaldapanchina, Yes Man e Fired Up! - Ragazzi pon pon.

## Agenzie
- NEXT Model Management - Parigi, Londra, New York, Los Angeles, Milano
- The Fashion Model Management
- Nova Models - Monaco di Baviera

## Filmografia parziale

### Cinema
- Gli scaldapanchina (The Benchwarmers), regia di Dennis Dugan (2007)
- Yes Man, regia di Peyton Reed (2008)
- Fired Up! - Ragazzi pon pon (Fired Up!), regia di Will Gluck (2009)
- La Missy sbagliata (The Wrong Missy), regia di Tyler Spindel (2020)

### Televisione
- Las Vegas - serie TV, 106 episodi (2003-2008)

## Doppiatrici italiane
- Tiziana Avarista in Las Vegas, Fired Up! - Ragazzi pon pon, La Missy sbagliata
- Eleonora De Angelis ne Gli scaldapanchina